# Fernando Casablancas
Fernando Casablancas Planell (en catalán: Ferran Casablancas i Planell) (Sabadell, 28 de octubre de 1874 - 21 de octubre de 1960) fue un empresario e inventor español.
Inventó el mecanismo Casablanca, patentado en 1913. Gracias a este mecanismo consiguió grandes estirajes en hilaturas. En un principio el mecanismo se utilizó solo para el algodón, para luego pasar a utilizarse a otros tejidos, ampliándose el campo de su utilización. Este invento tuvo tanto éxito que su uso se generalizó en todo el mundo.
Es el abuelo de John Casablancas, empresario y agente de modelaje estadounidense fundador de la agencia de modelos Elite Model Management, y bisabuelo paterno de Julian Casablancas, cantante de la banda de indie-rock The Strokes.